# Dexibuprofen
Dexibuprofen ist ein Arzneistoff aus der Gruppe der nichtsteroidalen Antiphlogistika (NSAR) zur Behandlung von Schmerzen und  Entzündungen. Es handelt sich um das pharmakologisch wirksame (S)-Enantiomer des Racemats Ibuprofen und wurde 1996 erstmals patentiert. Die Wirkung beruht auf der Hemmung der Cyclooxygenasen (COX).
Da es etwa doppelt so wirksam sein soll, kommt man mit einer geringeren Arzneistoffmenge pro Tablette aus. Außerdem setzt die Wirkung dieses Schmerzmittels etwas schneller ein als beim Racemat Ibuprofen.
Da die körpereigene 2-Arylpropionyl-CoA-epimerase das Dexibuprofen zum Ibuprofen racemisieren kann, sind die therapeutischen Vorteile von Dexibuprofen gegenüber Ibuprofen umstritten. Aufgrund der niedrigeren Dosierung von Dexibuprofen gegenüber Ibuprofen können einerseits weniger Nebenwirkungen erwartet werden, andererseits war in einer Studie an 178 Patienten mit Hüftgelenksarthrose die Nebenwirkungsrate von Dexibuprofen in etwa gleich wie die der doppelten Dosis der racemischen Form.

## Arzneimittelmarkt
Dexibuprofen ist seit 1993 in Österreich (Seractil) und seit 2001 in Deutschland (Deltaran) zugelassen. In der Schweiz wurde Dexibuprofen 2001 im Markt eingeführt (Seractil).
Weitere Präparatenamen in D-A-CH sind Atriscal (A), DexOptifen (CH), Eu-Med (A), Monactil (A), Movone (A), außerdem gibt es Generika.
Mit der 20. Verordnung zur Änderung der Arzneimittel-Verschreibungsverordnung wurde Dexibuprofen in Deutschland teilweise aus der Verschreibungspflicht entlassen, seit 2024 steht auch ein verschreibungsfreies Fertigarzneimittel  auf dem deutschen Markt zur Verfügung.